# Cyanopenthe thailandica
Cyanopenthe thailandica là một loài bọ cánh cứng trong họ Tetratomidae. Loài này được Nikitsky miêu tả khoa học năm 1998.